# Leir
Cet article possède un paronyme, voir Lire (paronymie).
Leir est un roi légendaire de l’île de Bretagne (actuelle Grande-Bretagne), dont l’ « histoire » est rapportée par Geoffroy de Monmouth dans son Historia regum Britanniae (vers 1135). Wace, dans Le Roman de Brut (1155) développe considérablement son caractère, faisant de lui le personnage épique, repris ensuite par la tragédie. Il est le fils du roi Bladud. Son règne aurait duré 60 ans, c’est le plus long de cette histoire. Sa légende sert de base à la pièce Le Roi Lear de William Shakespeare.

## Le royaume de l’île de Bretagne
Après la guerre de Troie, Énée arrive en Italie, avec son fils Ascagne et devient le maître du royaume des Romains. Son petit-fils Brutus est contraint à l’exil après avoir accidentellement tué son père. Après une longue navigation, Brutus débarque dans l’île de Bretagne, l’occupe et en fait son royaume. Il épouse Innogen dont il a trois fils. À sa mort, le royaume est partagé en trois parties et ses fils lui succèdent : Locrinus reçoit le centre de l’île à qui il donne le nom de « Loegrie », Kamber reçoit la « Cambrie » (actuel Pays de Galles) et lui donne son nom, Albanactus hérite de la région du nord et l’appelle « Albanie » (Écosse). À la suite de l’invasion de l’Albanie par les Huns et de la mort d’Albanactus, le royaume est réunifié sous la souveraineté de Locrinus. C’est le début d’une longue liste de souverains.

## Leir
Leir succède à son père Bladud, qui avait dirigé le royaume pendant 20 ans. Geoffroy de Monmouth nous apprend que Leir règne « avec fermeté pendant 60 années ». Il est le fondateur de la ville qui porte son nom Kaerleir (aujourd’hui Leicester), sur la Soar. Contrairement à ses prédécesseurs, il n’a pas de fils pour lui succéder, mais trois filles : Gonorilla, Regau et Cordeilla.
Dans sa vieillesse, il décide de partager son royaume en trois et de marier ses filles. Pour attribuer la meilleure partie des terres, il les interroge pour savoir laquelle a le plus d’affection pour lui. Gonorilla lui répond qu’elle l’aime plus que son âme, Regau affirme qu’elle l'aime plus que toutes les autres créatures. Cordeilla lui répond qu’elle l’aime comme un père, mais ne lui fait aucune flatterie. Le royaume est divisé en deux : Leir se réserve une moitié jusqu’à sa mort, l’autre revient à ses deux premières filles qui se marient, l’une à Henvirus duc de Cornouailles et l’autre à Maglaurus, duc d’Albanie. Cordeilla est déshéritée.
Le roi des Francs, Aganippe, envoie des messagers à Leir pour demander la main de Cordeilla dont la beauté lui a été vantée. Leir accepte mais ne donne ni terre ni dot à sa fille. Aganippe lui répond qu’il est riche et possède la moitié de la Gaule.
Ses gendres les ducs d’Albanie et de Cornouailles profitent de sa vieillesse et le dépouillent de tous ses biens. Il est recueilli chez Maglaurus pour éviter le déshonneur et y réside pendant deux ans. Mais après une querelle avec sa fille Gonorilla, il se réfugie chez Henvirus. Autre querelle avec Regau, cette fois, Leir se résigne à passer en Gaule. Arrivé à Karitia, il envoie un messager à Cordeilla qui lui décrit ses infortunes et sa misère. Elle lui fait porter de l’or et de l’argent, lui fournit quarante soldats et l’invite à se rendre dans une autre ville, pour se reposer. Puis, il informe officiellement Aganippe et Cordeilla qu’il a été exclu de son royaume par ses gendres et qu’il vient chercher de l’aide pour le reconquérir. Reçu à la cour, on lui confère provisoirement la souveraineté sur la Gaule. Aganippe lève une armée pour son beau-père, qui regagne la Bretagne avec Cordeilla. Avec son armée, Leir bat les ducs d’Albanie et de Cornouailles et règne ensuite encore trois ans jusqu’à sa mort. Cordeilla l’enterre dans un souterrain à Leicester, souterrain dédié à Janus, le dieu aux deux visages.
Cordeilla lui succède sur le trône du royaume de Bretagne.

## Sources
- (en) Peter Bartrum, A Welsh classical dictionary: people in history and legend up to about A.D. 1000, Aberystwyth, National Library of Wales, 1993 (ISBN 9780907158738), p. 455  LEIR son of BLADUD (Fictitious). 870-810 B.C.
- Geoffroy de Monmouth, Histoire des rois de Bretagne, traduit et commenté par Laurence Mathey-Maille, Les Belles Lettres, coll. « La Roue à livres », Paris, 2004,  (ISBN 2-251-33917-5).
- Judith Weiss, éd. trad. introd. — Wace's Roman de Brut. A History of the British. Exeter, Univers. of Exeter Press, 1999 (Exeter Medieval Texts a. Studies)  (ISBN 978-0859897341)